# Pseudomeloe roubaudi
Pseudomeloe roubaudi es una especie de coleóptero de la familia Meloidae.

## Distribución geográfica
Habita en Perú.